# Arkadiusz Pawłowski
Arkadiusz Pawłowski (ur. 25 kwietnia 1956 w Warszawie) – polski niepełnosprawny pływak. Multimedalista paraolimpijski. Startując w 6 paraolimpiadach (1980 Arnhem, 1984 Stoke Mandeville, 1988 Seul, 1992 Barcelona, 1996 Atlanta, 2000 Sydney) zdobył w sumie 24 medale paraolimpijskie (12 złotych, 6 srebrnych i 6 brązowych). Rekordzista pod tym względem wśród polskich sportowców niepełnosprawnych.
Ma porażone nogi, co jest wynikiem choroby Heinego-Medina, którą przebył we wczesnym dzieciństwie. Porusza się o kulach oraz dzięki aparatowi ortopedycznemu.

## Występy na Igrzyskach Paraolimpijskich

### Arnhem 1980
- 100 m stylem zmiennym – 1. miejsce
- 25 m stylem motylkowym – 1. miejsce
- sztafeta 3x50 m stylem zmiennym – 1. miejsce
- 50 m stylem dowolnym – 2. miejsce
- sztafeta 4x50 m stylem dowolnym – 2. miejsce
- 50 m stylem klasycznym – 3. miejsce
- 50 m stylem grzbietowym – 4. miejsce

### Stoke Mandeville 1984
- 25 m stylem motylkowym – 1. miejsce
- 200 m stylem dowolnym – 1. miejsce
- 50 m stylem dowolnym – 1. miejsce
- 50 m stylem klasycznym – 1. miejsce
- 100 m stylem zmiennym – 1. miejsce
- sztafeta 4x50 m stylem dowolnym – 1. miejsce
- sztafeta 3x50 m stylem zmiennym – 2. miejsce
- sztafeta 4x100 m stylem zmiennym – 3. miejsce

### Seul 1988
- 25 m stylem motylkowym – 1. miejsce
- 100 m stylem zmiennym – 1. miejsce
- 50 m stylem dowolnym – 2. miejsce
- 50 m stylem klasycznym – 2. miejsce
- sztafeta 3x50 m stylem zmiennym – 2. miejsce
- 200 m stylem dowolnym – 3. miejsce
- 50 m stylem grzbietowym – 3. miejsce

### Barcelona 1992
- 100 m stylem klasycznym – 3. miejsce
- 200 m stylem zmiennym (SM6) – 4. miejsce
- 50 m stylem motylkowym (S7) – 11. miejsce

### Atlanta 1996
- 200 m stylem zmiennym – 1. miejsce
- 100 m stylem klasycznym (SB4) – 4. miejsce
- 100 m stylem grzbietowym (S6) – 5. miejsce
- 200 m stylem dowolnym (S6) – 7. miejsce

### Sydney 2000
- 200 m stylem zmiennym – 3. miejsce
- 100 m stylem klasycznym (SB4) – 4. miejsce
- sztafeta 4x50 m stylem zmiennym (20 pts) – 4. miejsce
- 100 m stylem grzbietowym (S6) – 5. miejsce
- sztafeta 4x100 m stylem dowolnym (34 pts) – 11. miejsce

## Życie prywatne
Arkadiusz Pawłowski ukończył Studium Techniki Dentystycznej w Warszawie i z zawodu jest stomatologiem. Ma żonę Ewę i syna Jana.

## Źródła
- Oficjalna strona Igrzysk paraolimpijskich
- "Od Paryża 1924 do Sydney 2000 – Polscy medaliści olimpijscy i paraolimpijscy" s. 657 – 659, Witold Duński, Wyd.Polski Związek Sportu Niepełnosprawnych START, ISBN 90-6055-05